# Бородатий раб
«Бородатий раб» (італ. Schiavo barbuto; також «Бородатий полонений», «Бородатий невільник», «Бородатий в'язень») — мармурова скульптура італійського скульптора та художника Мікеланджело, датована приблизно 1525—1530 роками, зберігається в Галереї Академії у Флоренції, Італія. Це частина серії «non-finiti» «рабів» («в'язнів», «полонених») для гробниці Юлія II.

## Історія
Ще у першому проєкті гробниці Юлія II (1505) у нижньому регістрі мавзолею мала бути серія «в'язнів» (італ. prigioni), тобто серія більших за натуральну величину скутих фігур у різних позах, фактично ув'язнених, які спиралися б на пілястри, що мали обрамляти ніші, які містили б статуї «крилатої богині Вікторії». Спочатку їх мало бути шістнадцять або двадцять, їхня кількість поступово зменшувалися в наступних проєктах до дванадцяти (другий проєкт, 1513), восьми (третій проєкт, 1516) і, нарешті, можливо, лише чотирьох (можливо, з четвертого чи п'ятого проєкту, 1526 і 1532), щоб повністю виключити їх у остаточному проєкті 1542 року.

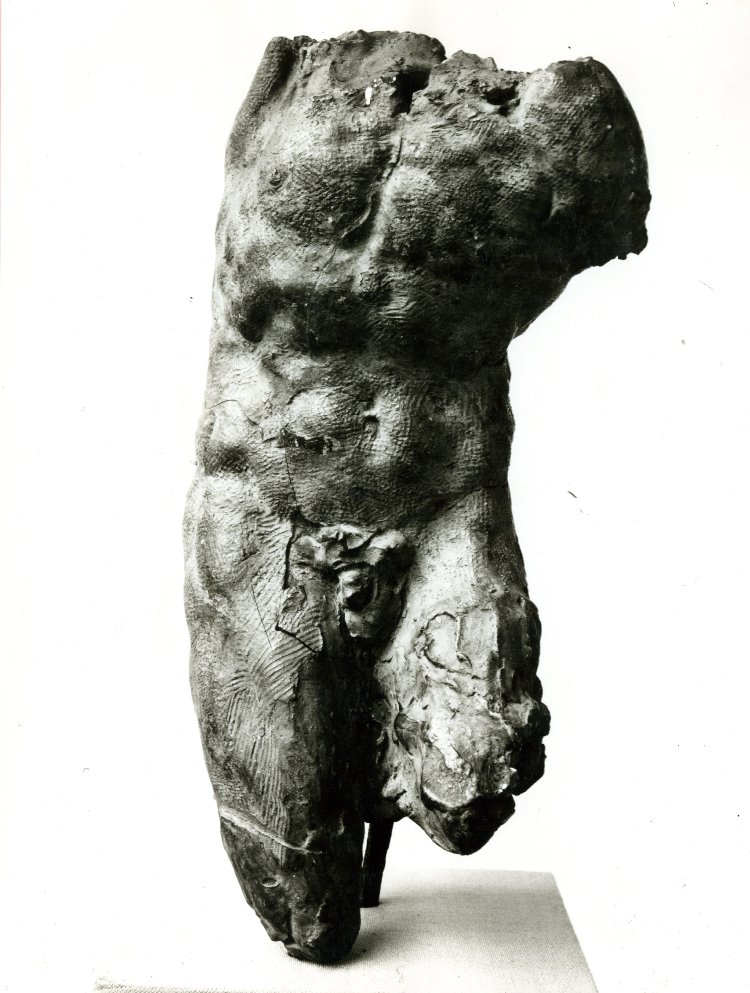
Модель (Британський музей, Лондон)

«Флорентійські в'язні» («Молодий раб», «Бородатий раб», «Атлант», «Раб, що пробуджується»), можливо, були створені в другій половині 1520-х років, коли майстер був зайнятий у Сан-Лоренцо у Флоренції (але історики запропонували датування в діапазоні від 1519 до 1534 років). Відомо, що вони ще перебували в майстерні скульптора на віа Моцца (італ. via Mozza) в 1544 році, коли племінник Мікеланджело, Леонардо Буонарроті, попросив дозволу продати їх (Мікеланджело не відвідував Флоренцію після 1534 року). У дозволі було відмовлено, і лише в 1564 році вони були подаровані, разом з «Генієм перемоги», великому князю Козімо I, який до 1591 року розмістив їх у чотирьох кутах грото дель Буонталенті, виконуючи «декоративну функцію».
Звідти їх забрали 1908 року, щоб долучити їх до корпусу творів Мікеланджело, який формувався у Галереї Академії.

## Опис і стиль
«Бородатий раб» є найбільш завершеним із серії. Його так назвали через густу кучеряву бороду. Те, як вигинається його м'язистий торс, свідчить про глибоке знання анатомії, характерне для найкращих творів Мікеланджело; його ноги, злегка зігнуті та розділені, прикриті стрічкою тканини. Його права рука піднята, щоб утримувати схилену голову, тоді як ліва рука залишається незавершеною, але, здається, тримає стрічку тканини.
Уся поверхня зберігає багато слідів різних різців і скребків, використаних на скульптурі. Уздовж його стегон є вправлений перелом, причина якого невідома.
Саме незавершений стан є джерелом надзвичайної енергії (уже поміченої Боккі (італ. Bocchi) в 1591 році), яка захоплює фігуру в своєрідному первинному акті звільнення з в'язниці грубого каменю — епічної боротьби з хаосом. Іконологічне значення фігур, ймовірно, було пов'язане з мотивом «полонених» у римському мистецтві, фактично Вазарі ідентифікував їх як уособлення провінцій, «які підкорив папа і зробив їх підлеглими апостольській церкві»; для Кондіві вони символізували б «Мистецтво», яке стало «в'язнем» після смерті папи. Пропонувалися й інші трактування філософсько-символічного характеру або пов'язані з особистим життям митця та його «муками».
Фредерік Гартт писав, що модель «Бородатого раба» у Британському музеї в Лондоні «вивчає з дослідницькою інтенсивністю всі наслідки пози для м’язів тулуба, що здіймаються, посмикуються». Сама статуя відмінна від моделі, яка була зроблена на делікатнішу фігуру, і Гартт прокоментував, що «надзвичайна кульмінація» в обличчі «раба» нагадує йому статую «Лаокоона». За Гарттом ноги статуї не були надто пророблені, можливо, над ними працював не Мікеланджело, а от стрічка тканини постійно зустрічається в його роботах.

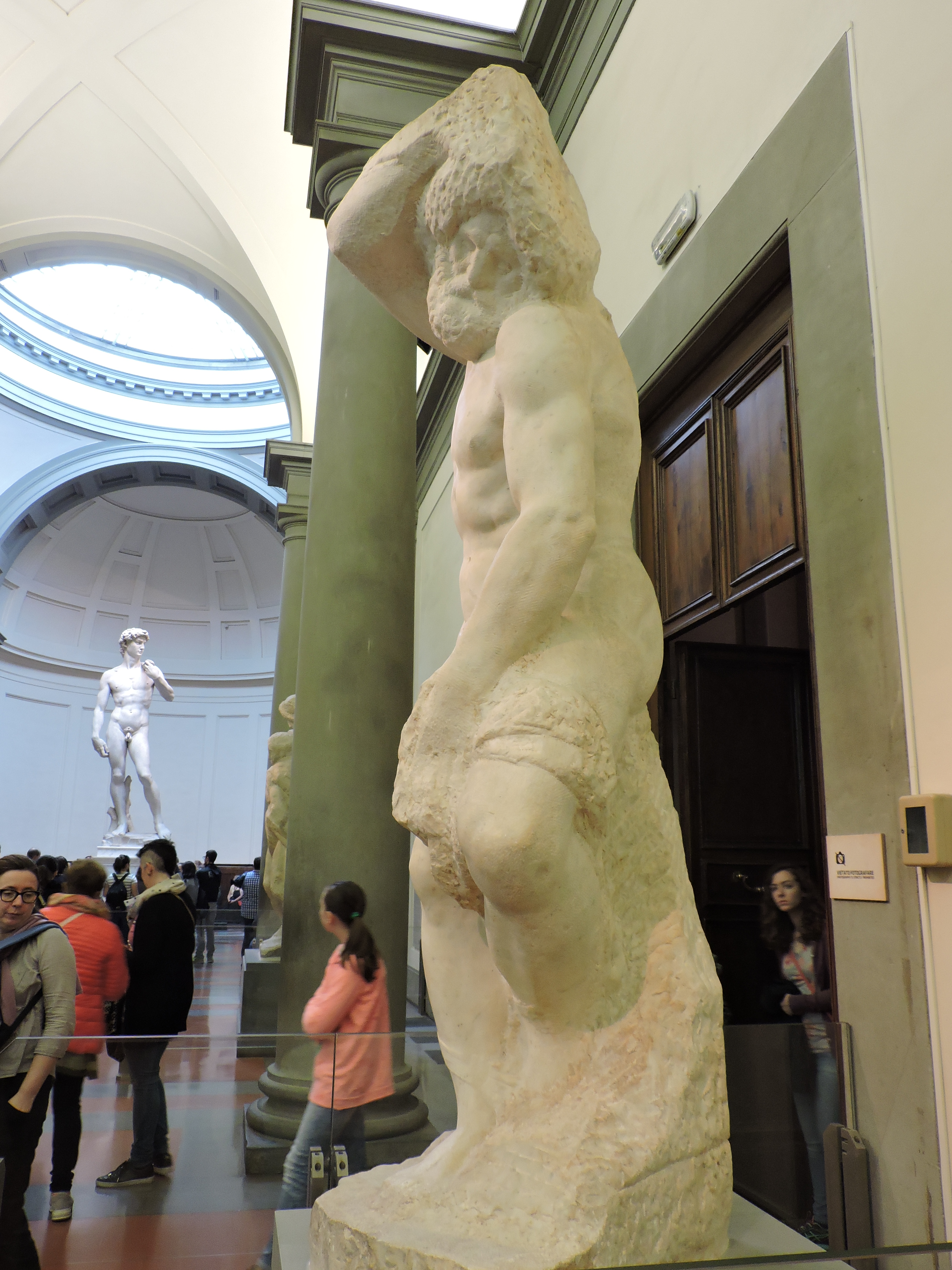
«Бородатий раб». Вид на «Давида»
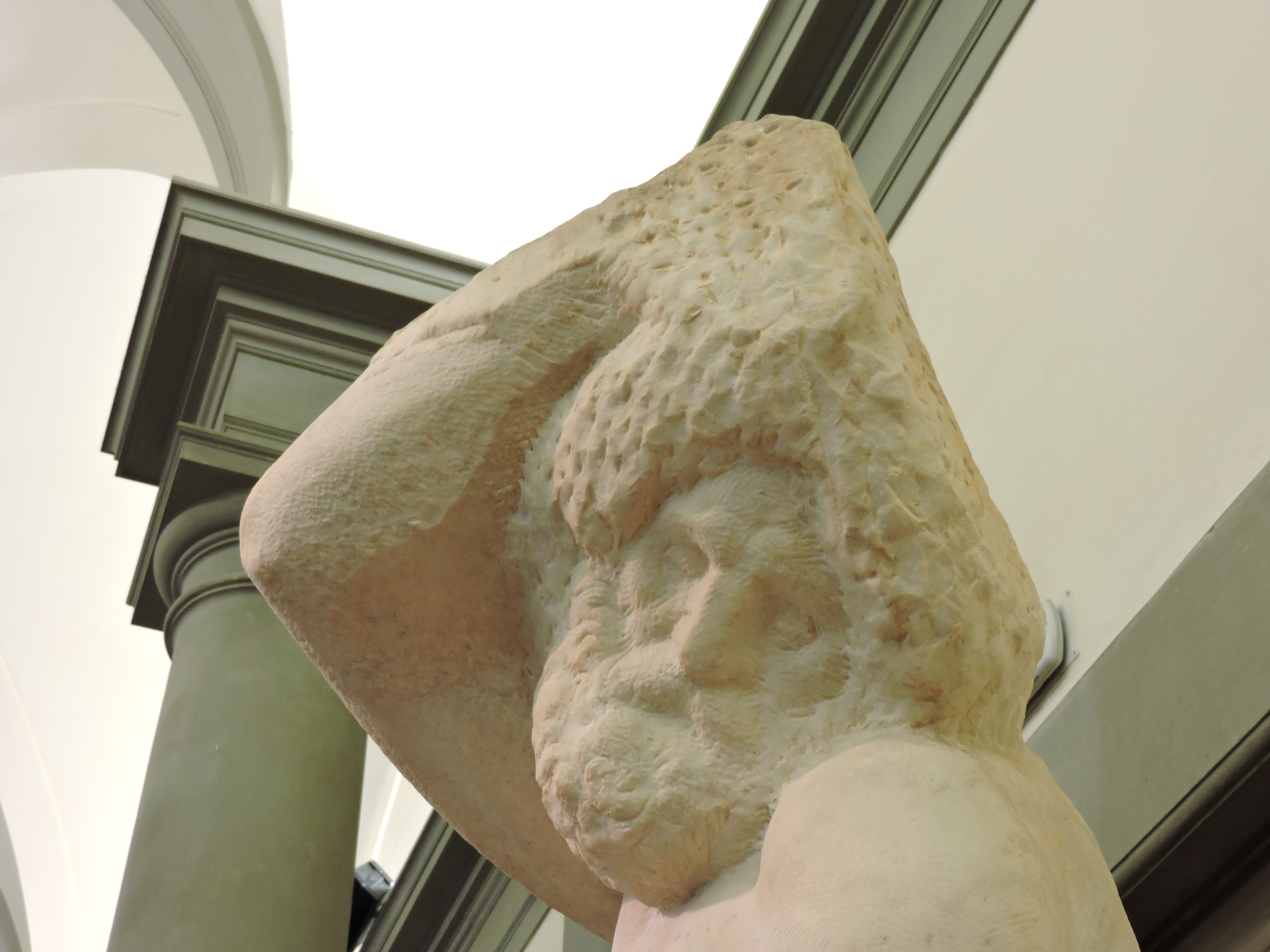
«Бородатий раб». Деталь
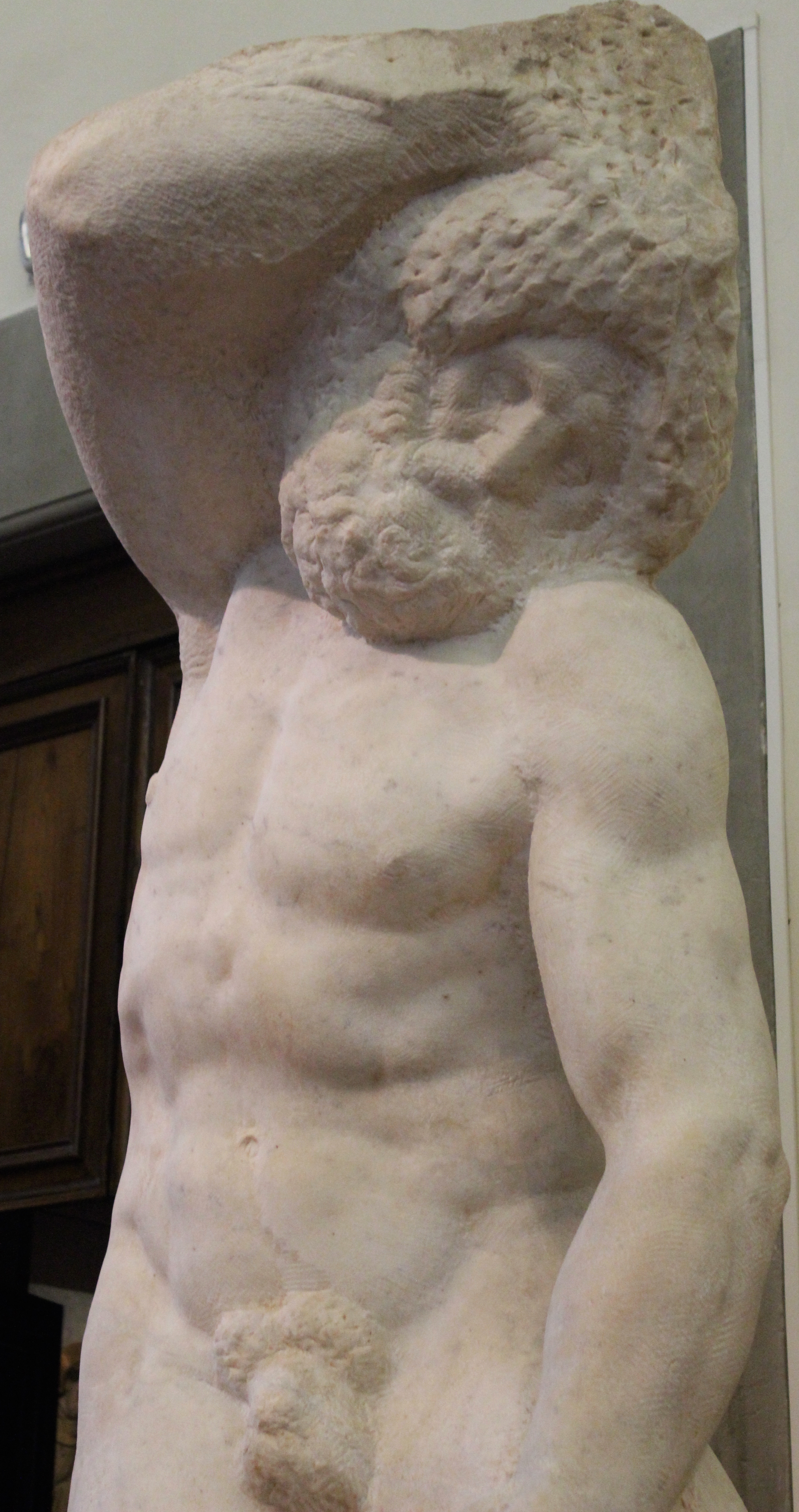
«Бородатий раб». Деталь
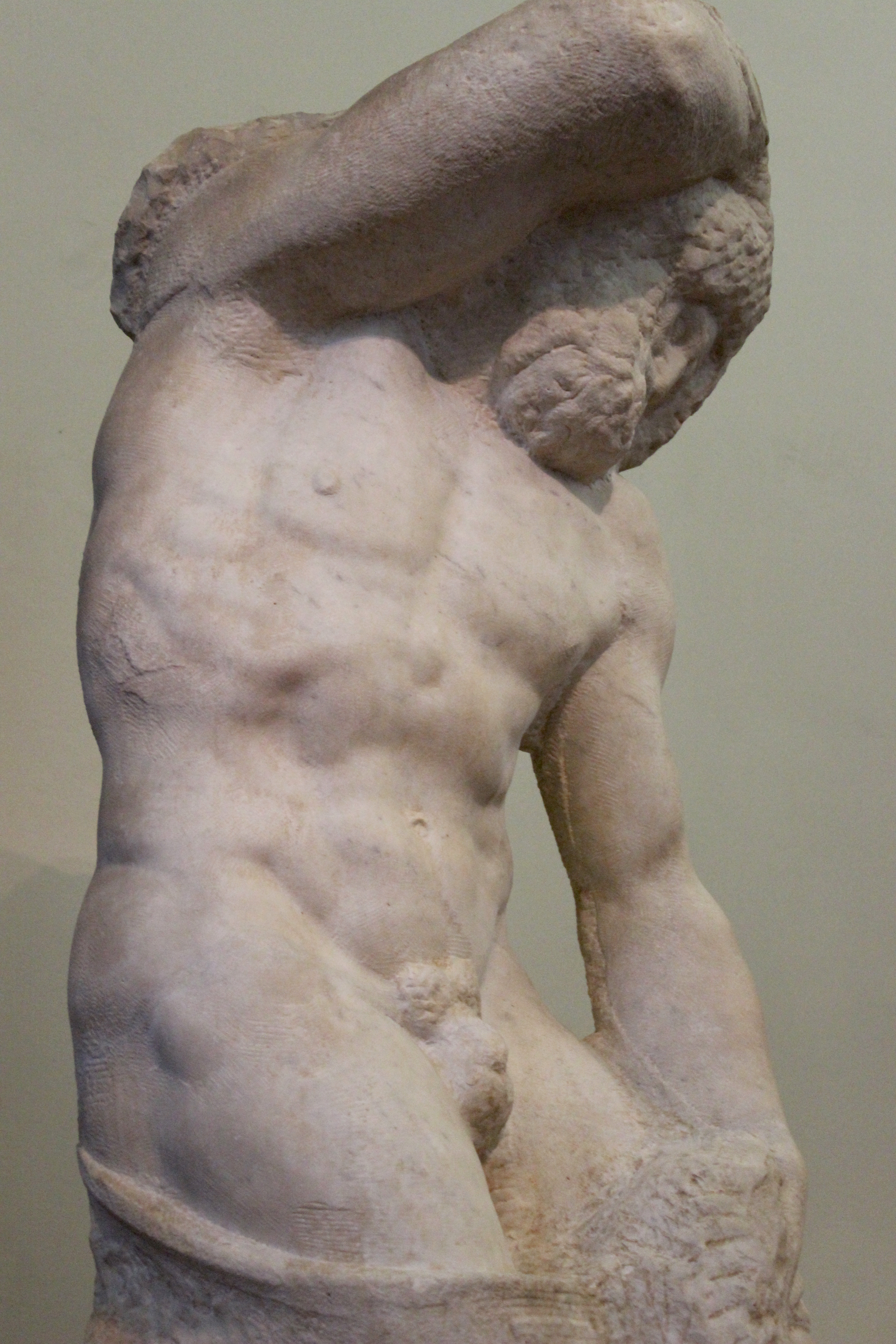
«Бородатий раб». Деталь

## Виноски
1. 1 2 3  Вазарі, 1970.
2. 1 2 3  Hartt, 1969.
3. ↑  Hartt, 1969, с. 257: «(…) which explores with searching intensity all the implications of the pose for the heaving, twitching muscles of the torso»